# José Lladó
Pour les articles homonymes, voir Lladó, Fernández et Urrutia.
José Lladó Fernández-Urrutia, né le 29 mars 1934 à Madrid et mort le 14 février 2024, est un homme politique et homme d'affaires espagnol.

## Biographie

### Formation et vie professionnelle
José Llado obtient un doctorat en sciences chimiques à l'université complutense de Madrid. Nommé en décembre 1968 directeur général des Industries chimiques et de la Construction du ministère de l'Industrie, il devient en outre président adjoint du Conseil supérieur de la recherche scientifique (CSIC) en octobre 1971.
Il est relevé de ses fonctions au CSIC au bout de deux ans puis prend en mars 1976 le poste de sous-secrétaire du Commerce.

### Ministre
Le 8 juillet 1976,  José Llado est nommé à 42 ans ministre du Commerce dans le premier gouvernement d'Adolfo Suárez. À la suite des premières élections libres depuis la guerre civile, il est désigné le 5 juillet 1977 ministre des Transports et des Communications dans le gouvernement Suárez II.

### Après le gouvernement
José Llado est relevé de ces fonctions le 25 février 1978. Le 8 juin suivant, il est choisi comme nouvel ambassadeur d'Espagne auprès des États-Unis d'Amérique. Il abandonne ce poste en juillet 1982 et rejoint le secteur privé, travaillant pour Banco Urquijo ou Banco Bilbao Bizcaya (BBV).
Il devient président du patronage royal du musée national centre d'art Reina Sofía (MNCARS) en juillet 1988. Il démissionne au bout de six ans, pour protester contre les nominations de la ministre de la Culture Carmen Alborch à la direction de l'établissement.
José Llado meurt le 14 février 2024 à l’âge de 89 ans.